# Addams Family 2.
Az Addams Family 2. (eredeti cím: The Addams Family 2) 2021-ben bemutatott amerikai számítógépes animációs filmvígjáték, melynek rendezői Greg Tiernan és Conrad Vernon, társrendezői Laura Brousseau és Kevin Pavlovic, forgatókönyvírói Dan Hernandez, Benji Samit, Ben Queen és Susanna Fogel, a történetet Hernandez és Samit írta, és a Charles Addams által megalkotott karakterek alapján készült. A 2019-es Addams Family – A galád család című film folytatása. A szereplők eredeti hangjait Oscar Isaac, Charlize Theron, Chloë Grace Moretz, Nick Kroll, Javon Walton, Wallace Shawn, Snoop Dogg, Bette Midler és Bill Hader kölcsönzik.
A film az Addams család történetét meséli el, akik egy autós kiránduláson vesznek részt.
A filmet a United Artists Releasing forgalmazásában 2021. október 1-jén mutatták be az Amerikai Egyesült Államokban. Magyarországon október 7-én jelent meg a Fórum Hungary által. A COVID-19 világjárvány és a SARS-CoV-2 delta variáns esetei miatt ugyanezen a napon az Egyesült Államokban és Kanadában is elérhetővé vált online kölcsönzés céljából. A film 35 millió dolláros bevételt hozott, és általánosságban negatív véleményeket kapott a kritikusoktól, akik kritizálták a humort és a történetet.

## Bemutató
Az Addams Family 2. az Egyesült Államokban a United Artists Releasing, nemzetközileg pedig a Universal Pictures forgalmazásában került a mozikba 2021. október 1-jén. A film ugyanezen a napon online kölcsönzésre is elérhetővé vált.
Korábban október 22-re és október 8-ra tervezték a megjelenést. Január 21-én 2021. október 1-jére tették előre, így az október 8-i időpontot a Nincs idő meghalni című James Bond-film vehette át. 2021 júniusában a United Artists Releasing bejelentette, hogy nincs tervben az Addams Family 2. átütemezése, miután a Hotel Transylvania – Transzformánia ugyanarra a hétvégére került (azt a filmet később áthelyezték egy másik időpontra). A film 2021 augusztusában a COVID-19 világjárvány és a SARS-CoV-2 delta variáns növekvő számai miatt a film online kölcsönzésre történő megjelenését az Egyesült Államokban és Kanadában a mozikban való bemutató napjára helyezték át.

## A film készítése
2019. október 15-én, a 2019-es film sikeres nyitóhétvégéjét követően bejelentették, hogy a film folytatása a tervek szerint 2021. október 22-én kerül a mozikba, és hogy Greg Tiernan és Conrad Vernon visszatérnek a film rendezésére. A filmben ismét a Cinesite Studios volt a produkciós partner, a stáblista 2D-s animációját pedig a Creative Capers Entertainment nyújtotta.
Az eredeti színészek többsége visszatért, 2020 októberében pedig Bill Hader és Javon Walton csatlakozott a szereplőgárdához, Hader egy új, Cyrus nevű karaktert alakított, Walton pedig Finn Wolfhardot helyettesítette, mint Pugsley Addams. 2021 júliusában kiderült, hogy Wallace Shawn egy új karakter hangját szólaltatja meg.

### Zene
2021 júliusában bejelentették, hogy Mychael Danna és Jeff Danna az első filmhez hasonlóan az Addams Family 2. filmzenéjét is ők szerezik. 2021 szeptemberében Maluma, Megan Thee Stallion és a Rock Maffia új dalt készített „Crazy Family” címmel, míg a ”My Family” Yoshi Flower remixét kapta. Dominic Lewis, a Nyúl Péter zeneszerzője a „I Will Survive” című dal feldolgozását adta elő a bárban lévő Lurchnek. Az előző film befejezéséhez hasonlóan a végén az eredeti tévésorozat Vic Mizzy főcímdalának egy frissített változata szólal meg, ezúttal Christina Aguilera előadásában, aki az előző film nyitódalát adta elő.

### Bevétel
2021. október 10-ig az Addams Family 2. az Amerikai Egyesült Államokban és Kanadában 31,1 millió dollárt, más területeken 4,6 millió dollárt, világszerte pedig 35,7 millió dollárt hozott.
Az Egyesült Államokban és Kanadában az Addams Family 2. a Venom 2. – Vérontó és a The Many Saints of Newark című filmek mellett került bemutatásra, és a nyitóhétvégére 15-17 millió dolláros bevételt jósoltak neki 4287 moziból. Az első napon 5,5 millió dollárt termelt, ebből 550 ezer dollárt a csütörtök esti előzetesekből. A film 17,3 millió dollárral debütált, és a második helyen végzett a Venom 2. mögött. A második hétvégén 42%-kal visszaesett 10 millió dollárra, és a harmadik helyen végzett.

## Fordítás
- Ez a szócikk részben vagy egészben  a   The Addams Family 2 című angol Wikipédia-szócikk fordításán alapul.  Az eredeti cikk szerkesztőit annak laptörténete sorolja fel. Ez a jelzés csupán a megfogalmazás eredetét és a szerzői jogokat jelzi, nem szolgál a cikkben szereplő információk forrásmegjelöléseként.